# William Clark (längdåkare)
William Clark, född 10 juli 1910 i Ottawa och död 2 januari 1975 i Ottawa, var en kanadensisk vinteridrottare. Han deltog i olympiska spelen 1932 i Lake Placid och kom på 35:e plats på 18 kilometer. Under olympiska spelen i Garmisch-Partenkirchen deltog han i tre grenar: längdskidåkning 18 kilometer, nordisk kombination och i alpin skidåkning.